# 13775 Thébault
13775 Thébault là một tiểu hành tinh vành đai chính với chu kỳ quỹ đạo là 1601.9779800 ngày (4.39 năm).
Nó được phát hiện ngày 11 tháng 10 năm 1998.